# 被自杀
被自杀是一种获得自杀鉴定结果的蹊跷死亡，疑似于他杀。这种死法之所以以自杀而不是他杀命名，是因为这种死法表面看来都是自杀，之所以要在前面加上“被”，是因为这种自杀鉴定结果很经不起推敲。此用法於李旺陽事件和反對逃犯條例修訂運動廣泛使用。

## 传播
黄集伟认为2008年熟词“被”使用频率很高，其中“被自杀”一词知晓率特别高。此词的广泛传播与安徽阜阳斥巨资修建“白宫”一事举报者蹊跷死亡一事有关。这之前的4月22日《谭静事件最新进展：四名韩国人对媒体自曝谭静坠楼的惊心内幕》上就有“被自杀”的字眼。
把这类流行语置于疑点重重、证据不足的事件中，让人察觉到严重违背了起码的常识。此类荒诞事件一多，“被自杀”等网络用语自然广为流传。

## 舆论意义
有人用“被时代”总结了諸如「被代表」、「被捐款」、「被失踪」、「被自愿」、「被轉世」等“被××”的荒谬现象。曹林在《中国青年报》上评论：
法律筑建的坚固城堡使私人有一个确保自主的私域，风能进，雨能进，国王不能进，在这个私人领域中个人可以自主地决定自己的一切，政府无权干预，强制减至最低限度。如果个人权利与公共权力间缺乏这道坚固的法律堡垒，个人权利必然就是被主宰、被操纵、被侵犯的命运。‘被’字描述的就是这种主宰与受制的格局。”
腾讯·大秦网做了专题报道对被自杀这一形式产生以来的“被时代”、“被”事件做了相关报道。部分新华网、人民网网友认为“‘被’时代是权利意识集体觉醒的标志之一”。

## 不自殺聲明
有鑑於六四民運人士李旺陽在接受香港媒體訪問後在六四周年之際離奇地被宣布「上吊自殺」，胡佳等許多維權與異議人士擔心可能會同遭不幸「被自殺」，紛紛發表「我不自殺」的聲明，以防遭中共殺害還被指為是「自殺」。自稱「追求民主與法治的自由主義知識分子」的經濟學家夏業良在推特和微博上說：「本人夏業良，生性謹慎而樂觀開朗，身體健康，有堅強信念，過去／現在／將來無論遭遇疾病／政治迫害／生活艱辛等各種情況，絕不尋求自殺來解脫。如有不測，必有嫁禍，包括車禍／溺水都不可信。除專制暴政別無他敵，特留此存照。」
2022年俄羅斯入侵烏克蘭期間，2022年5月初俄羅斯批評埃隆·马斯克的星链支援了烏克蘭，5月9日马斯克在Twitter發表不自殺聲明。同年馬斯克收購Twitter並公開Twitter過去進行言論審查，删除美國總統拜登兒子的醜聞，披露不久的12月3日再次發出不自殺聲明。